# Moje ja
Moje ja – amerykańsko-brytyjski thriller z 2003 roku na podstawie sztuki Point of Death Michaela Cooneya.

## Główne role
- Ryan Phillippe - Simon Cable
- Sarah Polley - Clair
- Piper Perabo - Anna
- Stephen Rea - Doktor Newman
- Robert Sean Leonard - Peter Cable
- Stephen Lang - Pan Travitt
- Peter Egan - Doktor Truman
- Stephen Graham - Travis
- Rakie Ayola - Pielęgniarka Clayton
- Magdalena Manville - Rezydentka
- Jay Simpson - Pracownik kostnicy
- Paul John Borde - Intruz
- Annabel Mansel Lewis - Pielęgniarka